# Miedziana Stopa
Miedziana Stopa – przydomek gwarka o imieniu Wojciech, żyjącego w XVII wieku bohatera legendy związanej z wydobyciem rud miedzi i ołowiu w Górach Świętokrzyskich.
Wojciech był górnikiem, pracującym w kopalni położonej w pobliżu góry Miedzianki. Zajmował się wyszukiwaniem za pomocą różdżki gniazd i żył metalu. Zakochał się on w córce bogatego szlachcica, który kupował od górników kruszec, by sprzedać go do huty, położonej w dolinie Hutki. Pewnego dnia, dokopawszy się do bardzo bogatej żyły miedzi, udał się do szlachcica i poprosił o rękę córki. Bogacz zgodził się, pod warunkiem, że Wojciech dostarczy mu sto cetnarów kruszcu. Górnik zabrał się ochoczo do pracy. Pewnego dnia jednak nie wrócił do domu. Zaniepokojeni towarzysze po kilku dniach jego nieobecności ruszyli na poszukiwania. Znaleziono go w szybie, przygniecionego głazami, które oderwały się od stropu. Kiedy wyciągnięto go z zawaliska, lekarz musiał mu amputować stopę. Kiedy rana się zagoiła, w miejsce stopy sporządzono mu miedzianą protezę. Wojciech wrócił do pracy. Po trzech latach udało mu się uzbierać sto cetnarów urobku.

Kiedy udał się do szlachcica, ten – zgodnie z umową – przyprowadził córkę. Dziewczyna jednak na widok steranego kaleki odwróciła się i nie chciała z nim rozmawiać. Zrozpaczony Wojciech szybko zaczął stronić od ludzi. Wynędzniałego i zdziwaczałego ludzie nazwali Miedzianą Stopą.
Podczas potopu szwedzkiego w okolicach Miedzianki pojawili się oficerowie szwedzcy. Szukali górników, którzy mogliby im wskazać najbogatsze złoża metali. Tak trafili do Wojciecha-Miedzianej Stopy. Ten zgodził się i poprowadził Szwedów do jednego z szybów. Kiedy znaleźli się w sztolni, nastąpił wybuch. Jego sprawcą był Wojciech, który poświęcił życie, byle tylko nie dopuścić najeźdźców do polskiej miedzi.